# Chupacabra: Dark Seas
Chupacabra: Dark Seas es una película de terror estadounidense de 2005. Producida por Sci Fi Pictures, dirigida por John Shepphird, guion por Steve Jankowski y John Shepphird. Protagonizada por John Rhys-Davies, Dylan Neal, Chelan Simmons, Giancarlo Esposito, Paula Shaw y Mark Viniello. La película estrenó el 29 de enero de 2005.

## Argumento
El Doctor Peña, un criptozoólogo captura a una extraña criatura en una isla caribeña, el chupacabras, un ser mítico. Este es llevado en el crucero Regent Queen, comandado por el capitán Randolph. Miembros de la tripulación husmean dentro del cargamento del barco y por accidente liberan a la terrible criatura, que ocasiona una masacre comiéndose a los tripulantes. La marina de los Estados Unidos acude para intentar detener a la criatura pero son impedidos por el Doctor Peña, quien asegura que es un ejemplar invaluable y no debe ser destruido.

## Reparto
- John Rhys-Davies - Capitán Randolph
- Dylan Neal - Lanza Thompson
- Chelan Simmons - Jenny Randolph
- Giancarlo Esposito - Doctor Peña
- Paula Shaw - Millie Hartman
- David Millbern - Rick McGraw
- Mark Viniello - Chupacabra

- Datos: Q80249